# 052B型导弹驱逐舰
052B型驅逐艦（北約代號：旅洋I級，英文：Luyang I）又稱廣州級驅逐艦，是中國人民解放軍海軍装备的第一型自制的具備艦隊区域防空能力的多用途驅逐艦。由於部分武器、电子裝備與俄國現代級驅逐艦十分相似，所以又有「中華現代」之稱。

## 建造背景
20世纪90年代，中國人民解放軍海軍建造装备了两型（052型与051B型）共三艘比较新式的导弹驱逐舰，虽已经在驱逐舰造舰技术方面有了长足进步，但是按照当时现代化标准衡量还有差距，这其中的051B型167“深圳”舰还是带有实验色彩的军舰。由于受当时科技水平以及工业基础的限制，远未达到解放军海军造舰现代化的目标，尤其是不能为舰队提供区域防空能力的问题。另外052型引进了很多西方国家标准的设备，20世纪90年代的合作計劃也因六四事件後，随着美国及其盟国对中国對該事件实行軍事禁运受到影响。禁运使中国无法继续引进LM-2500型燃气轮机用于052型驱逐舰，但此時正逢蘇聯解體，乌克兰剛剛研发出的UGT-25000/DA80型燃气轮机無船可用，中国转而與其签订合同引进，並研制被称为052B型的新型驱逐舰。至20世纪90年代后期，通过引进俄罗斯现代级驱逐舰以缓解舰队区域防空能力的问题，并利用引进俄制区域防导弹系统与配套的雷达系统装备自产的052B型驱逐舰。

## 概貌

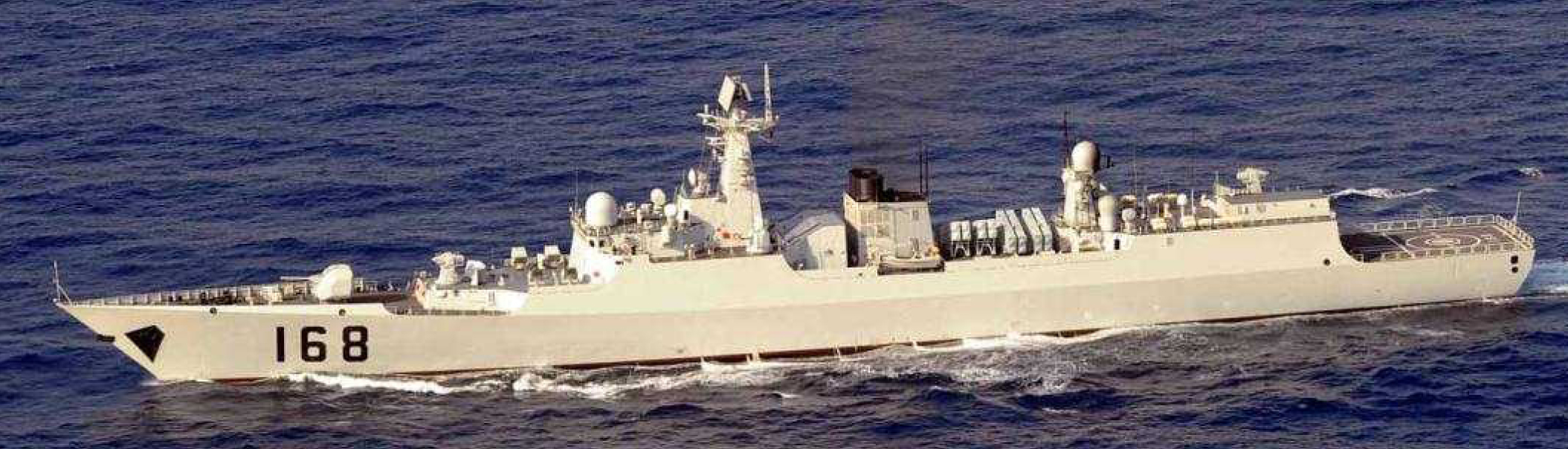
广州舰（舷號168）

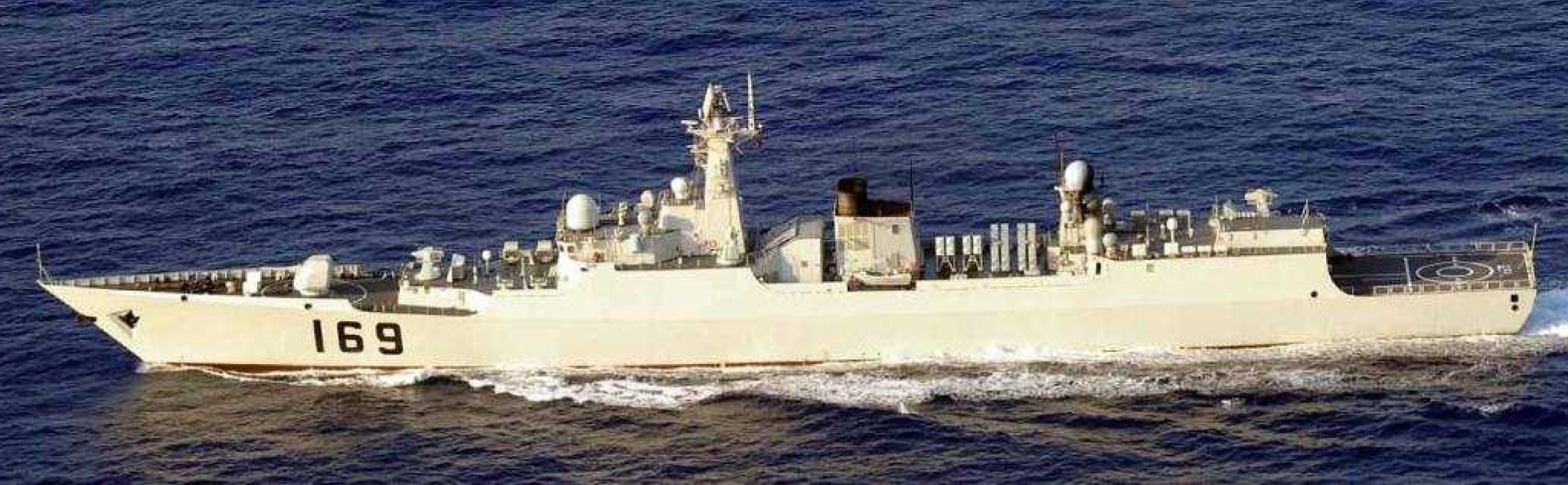
武漢艦（舷號169）

052B型舰據推測排水量約6500噸。舰体设计基于052型驱逐舰，继承了052的功能舱段划分和进排气设计，采用了封闭式、更大的橋樓船型，舰身考虑了隐身造型的设计，上层建筑结构表面倾斜，在侧舷与船身融为一体，動力系統采用了柴燃交替动力（CODOG），單個煙囪。直升機機庫與起降甲板位於艦艉，搭載1架反潛直升機。采用部分與俄制現代級驅逐艦相同的武器系統以及電子設備。
052B型舰裝有單臂防空導彈發射裝置兩座（外觀與現代級驅逐艦防空導彈發射裝置相同），艦橋前甲板1個，與直升機機庫並排1個，裝備俄制「施基利」中程防空飛彈發射系統，配裝SA-N-12型防空飛彈，具推測全艦共备彈48枚。052B型舰上四聯裝箱形反艦導彈發射裝置共4座，位於煙囪與後桅之間，裝彈16枚（20世紀90年代開始，中國驅逐艦配備的反艦導彈發射裝置數量是其他國家的兩倍），裝備「鹰击83」型反艦導彈。艦艏裝一門單管100毫米口徑高平兩用艦炮（與法國克勒索·盧瓦爾公司的T-100C單管100毫米口徑緊湊型艦炮相似，但普遍認為是中國國產型號）。近程防空系統為首度装舰的2門730型近程防御武器系统，有1具跟蹤雷達以及1套光電跟蹤系統，位於艦橋後部的前桅兩側舷各1門。反潛裝備包括三聯裝反潛魚雷系統以及6管反潛火箭發射器。前桅頂部裝備與現代級驅逐艦相同的俄制MR-750A「頂板」三坐標雷達，天線背靠背傾斜安裝。艦體上安装4部MR-90「前罩」火控雷達（兩舷各有2部），用於控制「施基利」防空導彈。艦橋頂部有一座類似俄制「音樂台」雷達的球型雷達天線罩。據推測該艦後桅頂部的球型雷達天線罩內配置了一套搜索雷達。052B型舰主桅兩側各有三個、後桅兩側各有一個電子戰天線。

## 舰名列表
| 序号 | 舷号 | 舰名 | 造船厂         | 下水时间      | 服役时间      | 所属舰队     | 所属支队    | 现状                   |
| ---- | ---- | ---- | -------------- | ------------- | ------------- | ------------ | ----------- | ---------------------- |
| 1    | 168  | 廣州 | 上海江南造船廠 | 2002年5月23日 | 2004年7月15日 | 南部战区海军 | 驱逐舰2支队 | 现役（已完成升级改装） |
| 2    | 169  | 武漢 | 上海江南造船廠 | 2002年10月    | 2004年12月    | 南部战区海军 | 驱逐舰2支队 | 现役（已完成升级改装） |

## 服役情况

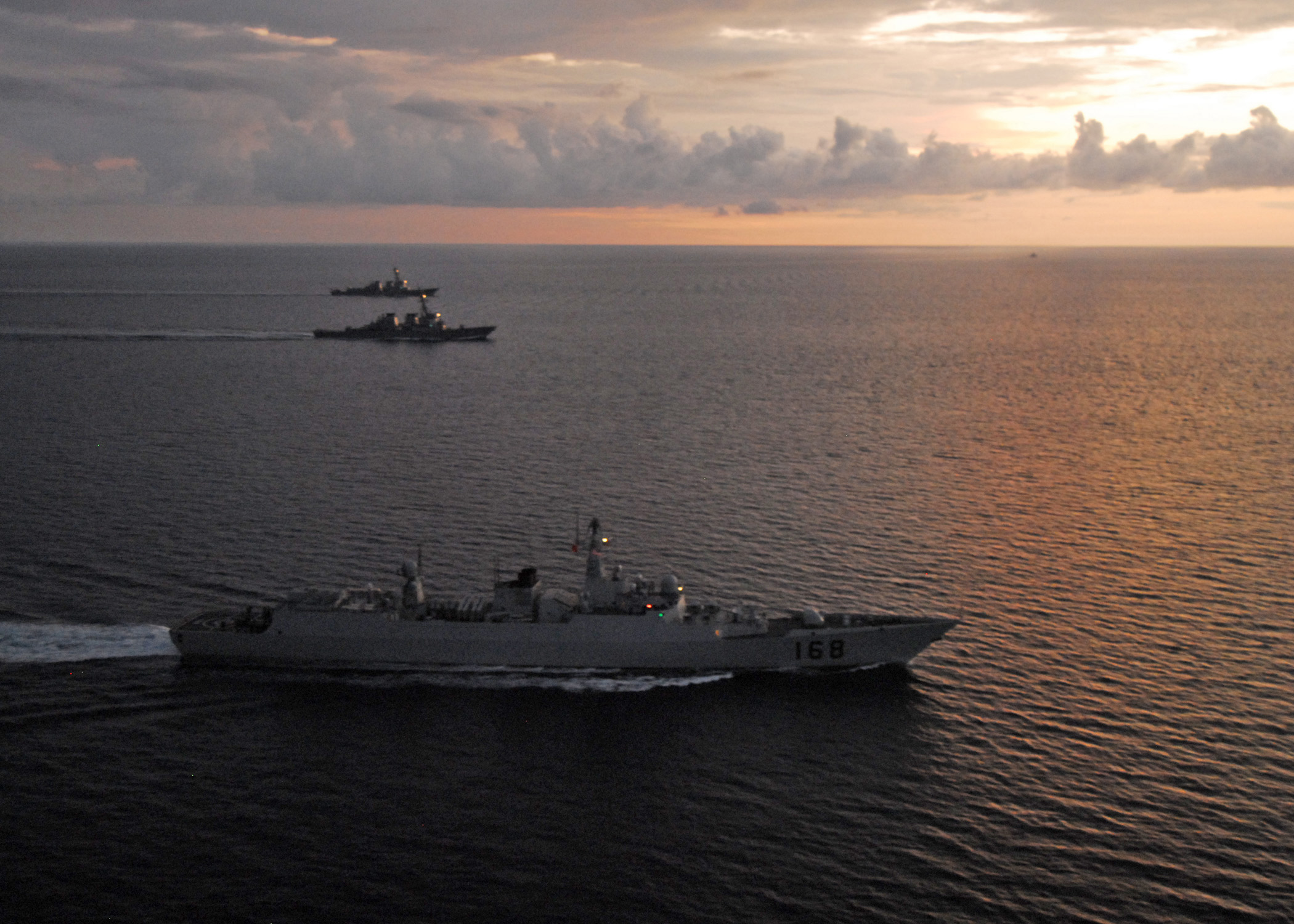
纪念印尼独立64周年的海上阅兵，下方舷号168的为该级首舰“廣州艦”

052B型驱逐舰在上海江南造船廠建造，共建造两艘，2004年入役，全部部署在中國人民解放軍海軍南海艦隊。
- 廣州艦（舷号168）为该型舰首制艦，2005年8月的中俄“和平使命2005”联合军事演习中，168廣州艦参与演习首次公开亮相。2009年4月23日庆祝中國人民解放軍海軍成立60周年海上閱兵，168广州舰担任分列式受阅舰。2010年3月4日，广州舰与微山湖号综合补给舰前往亚丁湾索马里海域，与巢湖号导弹护卫舰组成海军第五批护航编队，执行反海盗护航任务。2015年5月15日，有网友在船厂拍摄到海军052B型驱逐舰168号广州舰正在进行改造工作。从图片中可以看到，该舰的舰炮已经拆除，在舰身的一侧新增了两个舱门。[2] 它上面的施基利舰空导弹系统将会被国产红旗16舰空导弹替代，海军第1型区域舰空导弹即将功成身退。红旗-16在研制过程之中借鉴和参考了施基利舰空导弹，它采用的目标搜索雷达、照射雷达与后者相近，可以实现原位替代，升级工作和成本较低，所以2艘052B型驱逐舰应该会用红旗-16替代施基利舰空导弹。[3]

- 武漢艦（舷号169）为该型舰2号舰。2008年12月26日，針對索馬里亞丁灣水域日益嚴峻的海盜活動，中國政府派遣由169武漢舰、海口舰（舷號：171）和微山湖舰（舷號：887）組成的遠洋艦艇編隊赴亞丁灣地區執行護航任務，保護在該海區活動的中國及其他相關國際組織過往商船免受索馬里海盜的侵襲。這是中華人民共和國海軍首次派軍艦執行類似任務，同時，因為這次派出的主要作戰艦艇均為中國海軍最新銳國產驅逐艦，這次行動受到世界各國的高度重視，在中國大陸網絡上亦有很大反響。2011年7月，武汉舰再次参加亚丁湾护航行动。据《中国海军168舰参观记》讲述，有些舱室使用了木质地板。

## 另見
- 舰在亚丁湾